# Hit That
Hit That ist ein Lied der US-amerikanischen Punk-Rock-Band The Offspring. Der Song ist die erste Singleauskopplung ihres siebten Studioalbums Splinter und wurde zeitgleich mit dem Album am 9. Dezember 2003 veröffentlicht.

## Inhalt
Hit That handelt von einem jungen Paar, das früh zusammen ein Kind bekommen hat und sich, trotz der gemeinsamen Verantwortung, gegenseitig betrügt, ohne an die Konsequenzen für die Beziehung und das Kind zu denken. Dexter Holland singt zuerst über den Vater, der sich mit anderen Frauen vergnügt, während er sein Kind und seine Freundin vernachlässigt. Doch auch die Frau kann der Versuchung nicht widerstehen, lässt sich auf andere Männer ein und kümmert sich kaum noch um das Kind. Schließlich zerbricht die Beziehung, worunter das Kind am meisten leidet und letztendlich in zerrütteten Familienverhältnissen aufwächst.

“He’s sayin’, “I’m on a roll with all the girls I know”

His baby momma, she ain’t so slow

He’s sayin’, “I’m on a roll with all the girls I know”

I know you wanna hit that, I know you wanna hit that, hit that”

## Produktion
Der Song wurde von dem US-amerikanischen Musikproduzenten Brendan O’Brien produziert. Als Autor fungierte The-Offspring-Sänger Dexter Holland.

## Musikvideo
Bei dem zu Hit That gedrehten Musikvideo führten John Williams und David Lea Regie. Es verzeichnet auf YouTube über 41 Millionen Aufrufe (Stand Oktober 2023). Im Video ist ein blauer, animierter junger Mann zu sehen, der auf der Suche nach seinem entlaufenen Hund durch die Stadt läuft. Dabei singt er den Text des Songs und folgt einer Spur der Verwüstung aus Müll und umgestürzten Gegenständen, die der Hund hinterlassen hat. Teilweise wird die Sicht des ebenfalls animierten Hundes gezeigt, der sich vor seinem Herrchen versteckt und davonrennt. Schließlich wird es dunkel und der Mann trifft in der Innenstadt auf den Hund, den er fortan mit dem Fahrrad verfolgt. Der Jagd schließt sich ein weiterer Mann mit einem Lastwagen an, der eine Schere dabei hat und das Tier kastrieren will. In einer Gasse trifft der Hund auf eine Hündin und zahlreiche Welpen in Kartons, die ihn traurig und böse ansehen. Der Hund kann seine Verfolger vermeintlich abschütteln, wird in einer Sackgasse dann aber doch gestellt und mit einer Schere kastriert. Am Ende läuft er angeleint mit seinem Herrchen und einem Schutzkragen durch die Stadt.

## Single

### Covergestaltung
Das Singlecover zeigt eine vierköpfige Familie aus Vater, Mutter, Sohn und Tochter als durchsichtige Statuen, die zusammen auf einer grünen Wiese stehen. Im Hintergrund sind ein Haus, Bäume und Himmel zu sehen. Am oberen Bildrand befinden sich die Schriftzüge The Offspring und Hit That in Weiß bzw. Grau.

### Titellisten
Single
1. Hit That – 2:48
2. Hit That (USC Marching Band) – 1:47

Maxi
1. Hit That – 2:48
2. The Kids Aren’t Alright (BBC Radio 1 Session) – 4:16
3. Long Way Home (Live) – 2:36
4. Hit That (USC Marching Band) – 1:47
5. Hit That (Video CD Extra) – 2:36

### Chartplatzierungen
Hit That stieg am 26. Januar 2004 auf Platz 36 in die deutschen Singlecharts ein und erreichte zwei Wochen später mit Rang 31 die höchste Position. Insgesamt konnte es sich neun Wochen lang in den Top 100 halten. Top-20-Platzierungen gelangen unter anderem im Vereinigten Königreich, in Australien, Finnland und Italien.
| ChartsChartplatzierungen       | Höchstplatzierung | Wochen |
| ------------------------------ | ----------------- | ------ |
| Deutschland (GfK)              | 31 (9 Wo.)        | 9      |
| Österreich (Ö3)                | 21 (13 Wo.)       | 13     |
| Schweiz (IFPI)                 | 57 (7 Wo.)        | 7      |
| Vereinigtes Königreich (OCC)   | 11 (7 Wo.)        | 7      |
| Vereinigte Staaten (Billboard) | 64 (15 Wo.)       | 15     |

### Verkaufszahlen und Auszeichnungen
Hit That wurde noch im Erscheinungsjahr für mehr als 35.000 Verkäufe in Australien mit einer Goldenen Schallplatte ausgezeichnet.

| Land/Region       | Auszeichnungen für Musikverkäufe (Land/Region, Auszeichnung, Verkäufe) | Verkäufe |
| ----------------- | ---------------------------------------------------------------------- | -------- |
| Australien (ARIA) | Gold                                                                   | 35.000   |
| Insgesamt         | 1× Gold ·                                                              | 35.000   |

Hauptartikel: The Offspring/Auszeichnungen für Musikverkäufe